# Tom Powers

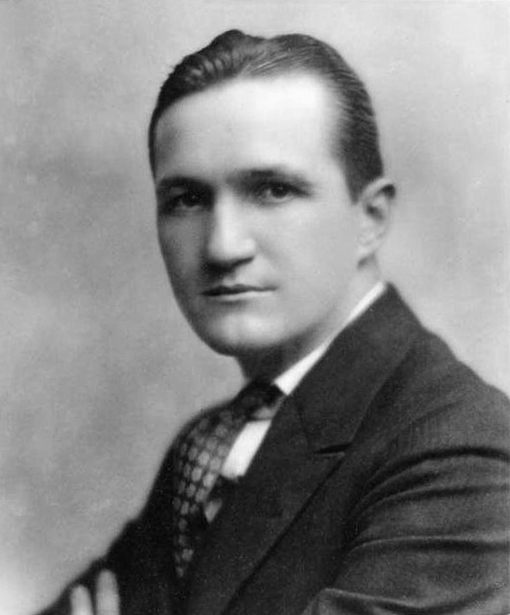
Tom Powers, 1922.

Tom Powers, född 7 juli 1890 i Owensboro, Kentucky, död 9 november 1955 i Hollywood, Los Angeles, Kalifornien, var en amerikansk skådespelare. Som sextonåring började han studera vid American Academy of Dramatic Arts. Han medverkade i stumfilmer åren 1911-1917. Han lämnade sedan filmen för att spela på Broadway fram till 1944. Han återkom till filmen samma år med en större biroll i noirfilmen Kvinna utan samvete och fortsatte arbeta framför kameran till sin död 1955.

## Filmografi
- 1944 – Kvinna utan samvete
- 1946 – Blå dahlian
- 1947 – Katrin gör karriär
- 1947 – Ängeln och den laglöse
- 1947 – Innan domen faller
- 1948 – Up in Central Park
- 1949 – Den andra kvinnan
- 1949 – Platsen för brottet
- 1950 – Duell i bergen
- 1953 – Julius Caesar